# Chi Vượn mào
Chi Vượn mào, tên khoa học Nomascus là một chi động vật có vú trong họ Hylobatidae, bộ Linh trưởng. Chi này được Miller miêu tả năm 1933. Loài điển hình của chi này là Hylobates leucogenys Ogilby, 1840.

## Hình ảnh

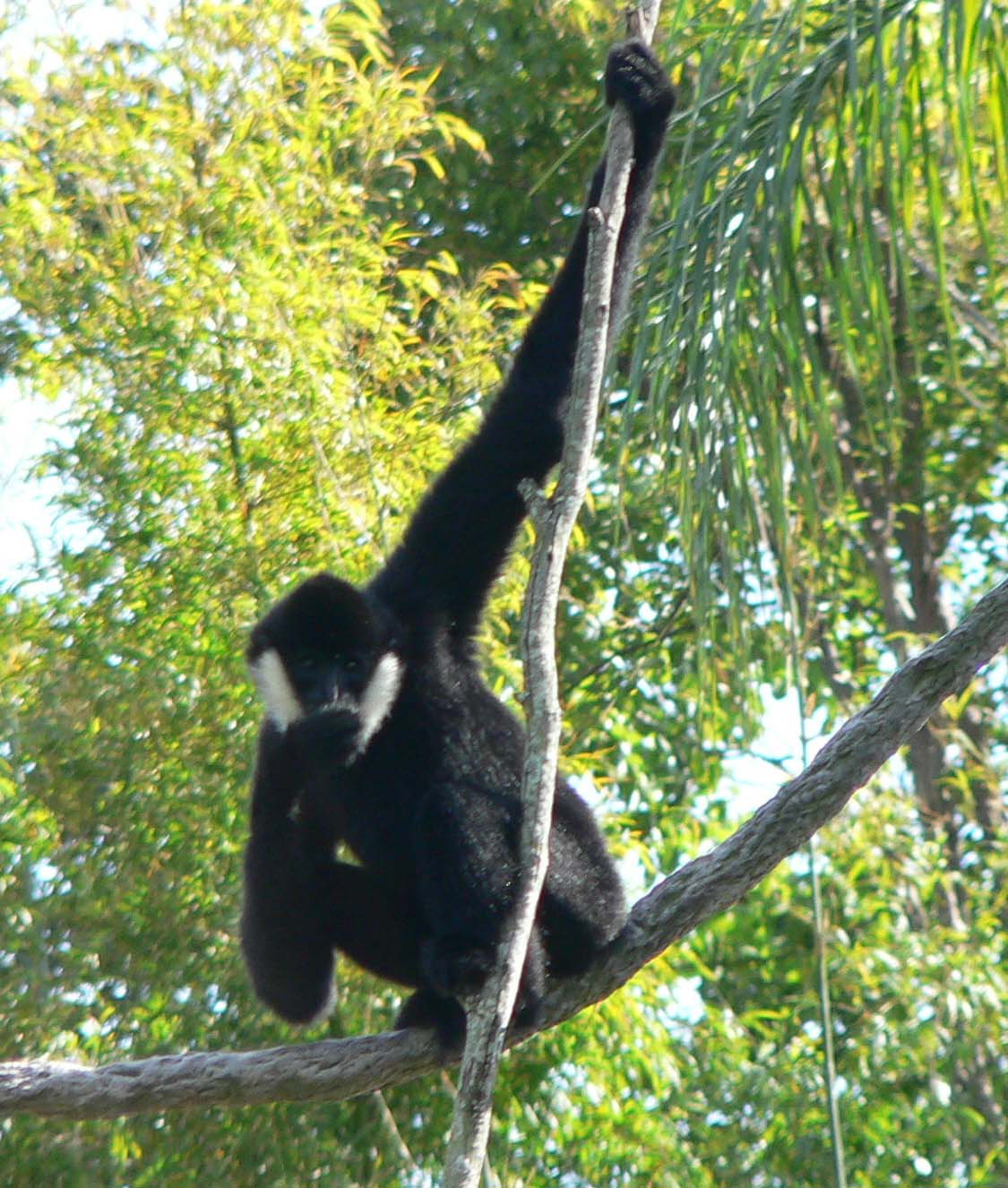
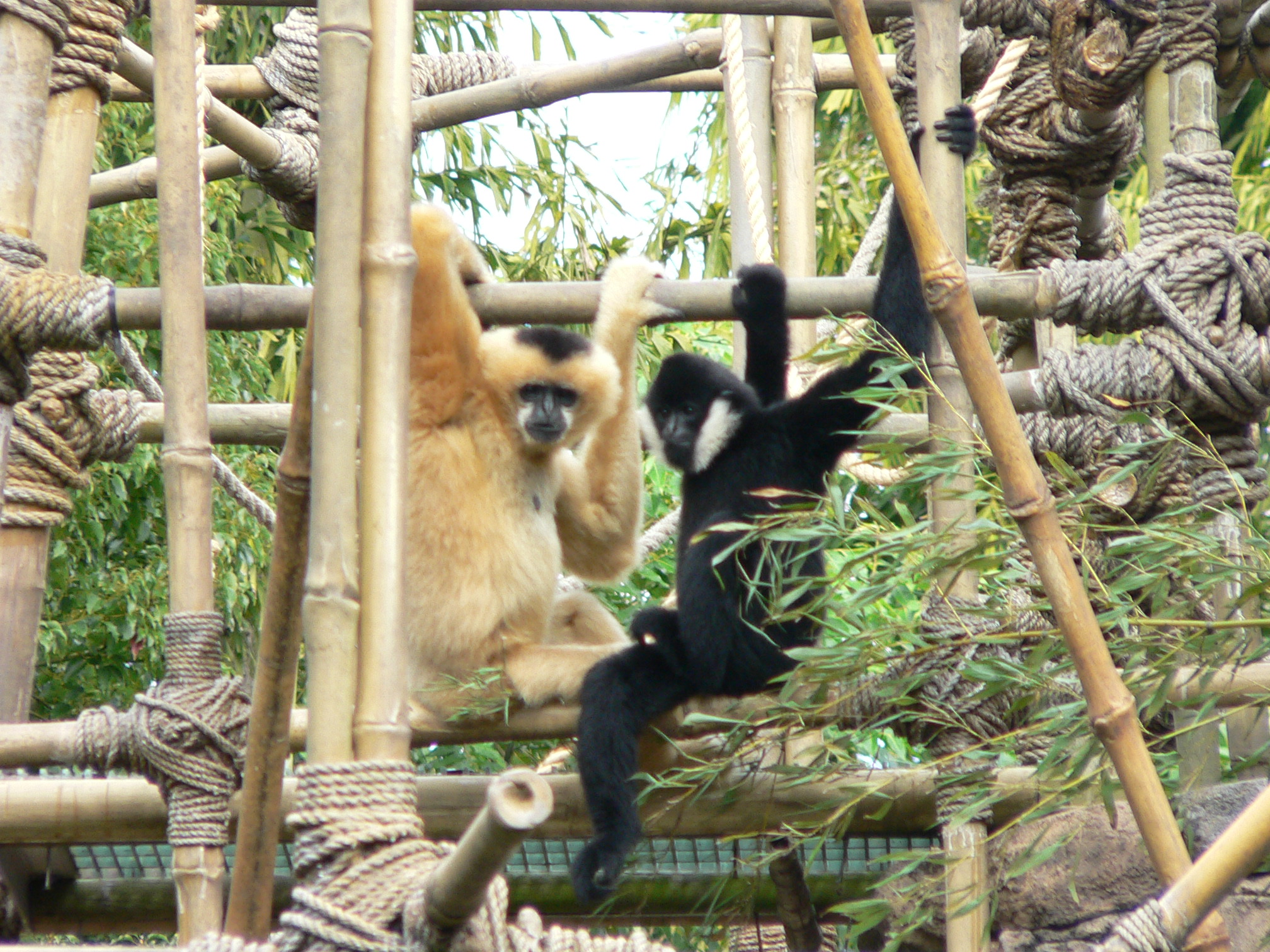
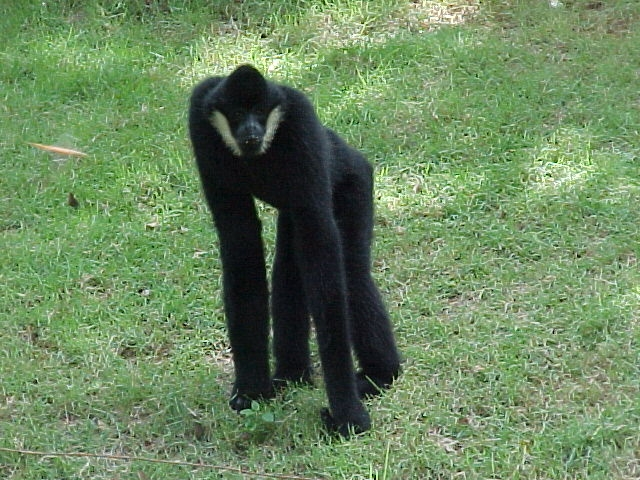
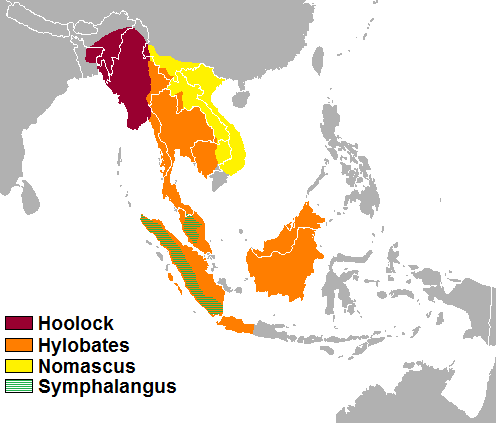

## Các loài
Chi này gồm các loài:
- Nomascus annamensis
- Nomascus concolor[2][3]
- Nomascus gabriellae
- Nomascus hainanus
- Nomascus leucogenys [2]
- Nomascus nasutus
- Nomascus siki